# Pod slovenskim praporom
#2: Pod slovenskim praporom je album Orkestra Slovenske vojske, ki je izšel na glasbeni CD plošči leta 2002 pri založbi ZKP RTV Slovenija.
Izdajo sta omogočila Ministrstvo za obrambo Republike Slovenije in Generalštab Slovenske vojske.

## Naslov in vsebina
Album nosi naslov po istoimenski koračnici (6), ki jo je za Orkester Slovenske vojske napisal Jože Privšek.
Albumu je priložena tudi knjižica s predstavitvijo orkestra.

## Seznam posnetkov
| CD              | CD                                                                                                | CD                   | CD                     | CD              | CD      |
| Št.             | Naslov                                                                                            | Besedilo             | Glasba                 | Priredba        | Dolžina |
| --------------- | ------------------------------------------------------------------------------------------------- | -------------------- | ---------------------- | --------------- | ------- |
| 1.              | „Himna Republike Slovenije / Zdravljica‟                                                          |                      | S. Premrl              | V. Štrucl       | 0:55    |
| 2.              | „Himna Slovenske vojske / Naprej zastava slave‟                                                   |                      | D. Jenko               | V. Štrucl       | 0:44    |
| 3.              | „Fanfare za prihod slavnostnega gosta‟ (verzija 1)                                                |                      | J. Privšek             |                 | 0:17    |
| 4.              | „Fanfare za prihod slavnostnega gosta‟ (verzija 2)                                                |                      | J. Privšek             |                 | 0:17    |
| 5.              | „Svečani mimohod‟                                                                                 |                      | J. Privšek             |                 | 3:00    |
| 6.              | „Pod slovenskim praporom‟                                                                         |                      | J. Privšek             |                 | 3:00    |
| 7.              | „Na modrem nebu‟                                                                                  |                      | J. Privšek             |                 | 4:09    |
| 8.              | „Koračnica Slovenske mornarice‟                                                                   |                      | J. Privšek             |                 | 2:33    |
| 9.              | „Koračnica Rudolfa Maistra‟                                                                       |                      | S. Avsenik ml.         |                 | 3:45    |
| 10.             | „Pokljuška koračnica‟ (Po jezeru bliz' Triglava / Prelepa Gorenjska)                              |                      | V. Ovsenik, S. Avsenik | V. Štrucl       | 2:41    |
| 11.             | „Oj ta soldaški boben‟                                                                            |                      | B. Adamič              |                 | 3:33    |
| 12.             | „Jutri bo v Celovcu s'menj‟ (venček narodnih: Jutri bo v Celovcu s'menj / Kadar boš na rajžo šel) |                      |                        | J. Privšek      | 2:36    |
| 13.             | „Zlatorog‟                                                                                        |                      | V. Štrucl              |                 | 3:07    |
| 14.             | „Komandant Stane‟                                                                                 |                      | M. Kozina, D. Lorbek   | V. Štrucl       | 2:20    |
| 15.             | „Gorenjska‟                                                                                       |                      | G. Učakar              |                 | 2:39    |
| 16.             | „Tratata, zdaj igra naša muzika‟                                                                  | F. Milčinski – Ježek | B. Adamič              | V. Marković     | 3:12    |
| 17.             | „Slavnostna fanfara‟                                                                              |                      | J. Privšek             |                 | 0:40    |
| Skupna dolžina: | Skupna dolžina:                                                                                   | Skupna dolžina:      | Skupna dolžina:        | Skupna dolžina: | 37:35   |

## Sodelujoči

### Orkester Slovenske vojske / Slovenian Armed Forces Band
- Jani Šalamon – dirigent pri posnetkih 1 do 10 in 17
- Milivoj Šurbek – dirigent pri posnetkih 11 in 12
- Aljoša Deferri – dirigent pri posnetku 13
- Andreja Šolar – dirigentka pri posnetkih 14 do 16

### Produkcija
- Aljoša Deferri – producent za posnetka 1 in 10
- Jure Valjavec – tonski mojster za posnetka 1 in 10
- Dečo Žgur – producent za posnetke 2 do 9 in 11 do 17
- Drago Hribovšek – tonski mojster za posnetke 2 do 9 in 13 do 17
- Januš Luznar – tonski mojster za posnetka 11 in 12
- Studio Martin – masteriranje
- Srdjan Živulovič – fotografije
- Foto agencija Bobo – fotografije